# 黃承國
黃承國（1965年12月11日—），中華民國政治人物，民主進步黨籍。生於臺灣臺北市，現任指南宮管理委員會常務董事。曾任總統府國策顧問、民主進步黨中央常務委員、民主進步黨臺北市黨部第15、16屆主任委員。
年輕時曾被臺北市政府警察局列為幫派份子管訓，但未有刑事前科，被外界視為是天道盟文山會出身的角頭。其長期參與民進黨黨務，2019年之後因其曾受管訓的背景，引發媒體關注。

## 生平

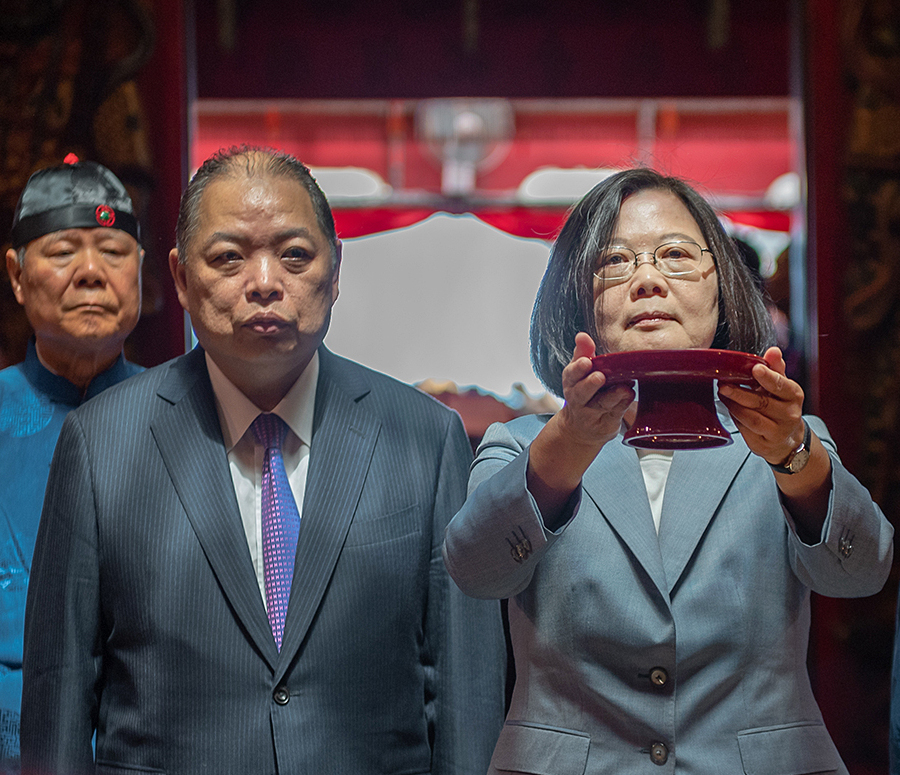
黃承國擔任指南宮常務董事，在政治與宗教界實力雄厚

黃承國出身台北市木柵指南宮附近，由於父親是指南宮的職員，黃承國從小幫忙廟務，篤信指南宮仙公祖（呂洞賓真人），熱衷宗教活動，在「指南宮道教學院」學習三教教義。擔任指南宮管理委員會常務董事。
在1990年台北市警局執行迅雷專案（二清專案）時，黃承國曾被列為幫派分子，直送綠島管訓兩年，但並未受到刑事罪名起訴。台灣《蘋果日報》與《新新聞》曾於2021年與2022年分別引述不具名幫派分子的說法，黃承國原本不是江湖人士，因與木柵的地方角頭天道盟文山會會長翁明勇（綽號「豆漿勇」）為好友，曾經受其託付接管幫派，成為天道盟文山會長，因此被警方列入管訓。警方未證實此事，黃承國本人稱那是過去的事，「文山會會長」也是警察取的頭銜。1997年，翁明勇率眾至台北市警察局自首，解散天道盟文山會。
黃承國曾一度參選木柵指南里的里長，卻以一票之差被民進黨候選人打敗。1992年，黃承國在文山區經營地下有線電視頻道，俗稱民主電視台。1994年陳水扁參選台北市長，經幕僚戴章皇請黃承國協助輔選，黃承國之後加入民進黨。在1996年謝長廷競選副總統，以及2002年李應元競選台北市長時，皆曾為他們輔選。
2004年黃承國擔任民進黨台北市黨部執行委員，開始投身黨務系統。於2014年台北市長選戰時，參選市黨部主委，曾遭黨內競爭者質疑黑道背景。在當選主委後，與時任民進黨副祕書長洪耀福聯手助選，成功協助無黨籍候選人柯文哲當選台北市長，經其輔選的市議員也全數當選。2016年總統大選擔任蔡英文台北市競選辦公室主委，創民進黨在北市得票紀錄。負責輔導的首都進步連線成員，包括吳思瑤、姚文智、林昶佐皆順利當選立法委員。
在2019年民進黨總統初選中，因為黃承國支持總統蔡英文連任，引起支持賴清德的扁聯會、喜樂島聯盟、台灣社、台灣幸福國家連線等台灣獨立運動團體不滿，要求黃承國與陳明文、洪耀福、林錫耀等人下台。同年9月，曾引介具中國北京政協委員身分的香港牧師管浩鳴，與內政部長徐國勇會面，討論潘曉穎命案嫌犯陳同佳至台灣投案問題。黃承國和徐國勇稱，在管浩鳴10月第二次來台時，了解到他的身份為政協委員，而且是為陳同佳案而來，便婉拒再度為他安排會面。
黃承國早年與謝長廷系統交好，在謝系式微後，黃承國曾與三立電視董事長林崑海為首的「海派」策略合作，被黨內戲稱為「海國會」，直至海派改組為湧言會正式組織化後雙方才分道揚鑣。黃承國被視為英派成員，黨內基層實力雄厚。
黃承國曾為台北文山區星靚點花園飯店的主要股東之一，該餐宴會場曾接待民進黨和民眾黨舉辦尾牙活動，至2025年因其租處有意都更重建不再續約而歇業，將業務移至新北新店區的靚點飯店。
2021年，黃承國因其個人風波向蔡英文請辭總統府國策顧問一職獲准。
2025年2月，名列竹聯幫幫主黃少岑治喪委員會副主任委員。

## 爭議事件
2021年，立委鄭麗文指責黃承國的黑道背景，要黃承國請辭國策顧問，黃承國在臉書發文自清，自己出身草莽，但絕非黑道，「我20年來滴酒未沾，連過馬路都不敢闖紅燈！」黃承國說，「這20多年來，我反省，我改過，努力爭取大家對我的認同，佛家說放下屠刀，立地成佛」，黃承國還反批鄭麗文背棄民進黨，投效國民黨，「誰指責我，我尚可忍讓，但鄭麗文，妳背叛妳的價值，投靠國民黨，朝三暮四，毫無立場，妳這種行為，妳有何臉面批評我？」與此同時政治評論員謝寒冰指控黃承國「有黑道背景」，「帶著蔡英文去拜訪各地的角頭大老」，黃怒告謝誹謗。但台北地檢署調查，黃承國的確曾被法院判決書寫著是「天道盟的」。至於有沒有「拜訪角頭大老」，則因政治評論已有「信者恆信，不信者恆不信」之趨勢，黃承國的社會評價不一定會受損，以罪嫌不足，給予謝寒冰不起訴處分。
其中，上述報載中台北地檢署調查，黃承國的確被法院判決書寫著是「天道盟的」經確認，相關判決書記載為「惟被告丙○○、戊○○、乙○○均矢口否認有妨害自由、盜匪之犯行，答辯如下：１、被告丙○○部分：（１）之前曾至金永達公司了解，何以股東名簿會有其名字，亦與告訴人談過，但告訴人表示所有事情均由天道盟的黃承國處理，為求自保始購買槍彈」。
2021年5月，謝寒冰指控黃承國帶著蔡英文「去拜訪各地的角頭大老」，並指稱黃承國有黑道背景。黃承國向臺灣臺北地方法院控告謝寒冰涉嫌《中華民國刑法》妨害名譽罪。2021年11月9日，台北地檢署表示，法院判決書寫黃承國是「天道盟的」，且政治評論信者恆信、不信者恆不信，黃承國的社會評價應該不至於受到影響，因此給予謝寒冰不起訴處分。
2021年5月4日，針對民進黨再次爆發黑道入黨事件，前民進黨青年發展部副主任、時任中國國民黨立法院黨團書記長鄭麗文說，民進黨背離創黨價值早已不是一、兩天的事，很多創黨黨員都不認識這個黨了，大家可以去問許榮淑、呂秀蓮；民進黨由黃承國這種人代言，就知道民進黨墮落、走鐘到什麼程度。
2022年，蘇煥智指控，在黃承國父親過世時，有縣市級別與中央單位的高階警官到黃承國的家中「折紙蓮花」，意圖求官，黃承國則批「胡說八道」憤而提告。台北市長柯文哲指出，他認識黃承國，且2014年黃承國也有幫他選舉。他說，黃承國年輕時是小流氓，或許黃承國年輕時有前科，但最近10年在他眼中，都沒有做過壞事，且黃承國違建被拆，也只是「摸摸鼻子」（台語俗諺，自認倒楣），不敢吭聲，「沒有抗議，也沒有打電話來說『你是在做什麼』，就鼻子摸摸被我們拆掉。」
2022年2月20日，名嘴周玉蔻於臉書公開2022年1月16日黃承國、民進黨立法委員管碧玲、前民進黨秘書長洪耀福出席民進黨臺北市議員第六選舉區黨內初選參選人陳聖文感恩茶會的照片，照片顯示洪耀福蹲地為陳聖文穿鞋，陳聖文說感謝洪耀褔特地為他舉辦新鞋交接儀式。由於名嘴李正皓指稱陳聖文2016年時是前中國國民黨主席洪秀柱的超級粉絲，周玉蔻批評陳聖文「這種貨色還想代表民進黨參選我們大安區市議員」，並要求管碧玲、黃承國與洪耀福公開說明出席陳聖文感恩茶會事。
2022年11月11日，菱傳媒拍到，黃承國與甫被交保的天道盟蘆洲角頭林秉文在台北市文山區「仁本禮儀」會面逾兩小時。黃承國被菱傳媒問及此事時，先是矢口否認自己去過仁本禮儀，後來改口說他去處理長輩過世的後事，並稱自己沒有見到林秉文。
2022年11月14日，蘇煥智指控，民進黨任用有黑道背景的黃承國成為英系核心領導，蔡英文縱容英系操控司法體系人事，導致社會治安敗壞、政府腐化，「這已經是代表整個黨的墮落」，這樣的錯誤就是出在任用幫派人士把持黨政高層權位的蔡英文。蘇煥智說，雖然黃承國堅稱自己沒有官職，但是這個手法就和許多組織犯罪者相同，即使不掛組織名義上的頭銜，卻可發揮實質影響力操控組織，不必自己出面，下面就有英系的地方議員等人配合行事；這是一個非常有計畫的作法，因為沒有任何正式官職者不用受到《貪污治罪條例》約束。黃承國回應，2014年他以民進黨台北市黨部主委身分全力輔選柯文哲，從來不求回報，「你可以問柯市長，他當市長這八年，我有去推薦過任何一個人事嗎？我有去關說過任何一件事情嗎？」總統府發言人張惇涵拒絕回應。
2022年11月18日，前民進黨立委沈富雄在TVBS頻道政論節目《少康戰情室》說，現在距離2022年九合一選舉投票剩下8天，國民黨台北市議員徐巧芯指控黃承國涉嫌介入台北市纏訟近半世紀的「中泰花園住宅大廈」都市更新案，黃承國否認，「但在這8天裡頭沒辦法釐清這個案子，只能更近一步凸顯民進黨的惡劣面目」。沈富雄表示，「民進黨二次執政也不過6年，而這6年來產生了體質上的變化，就是『往下扎根』了，民進黨基層那些無良分子就滲透進來了；而蔡英文就要靠這些人、就是所謂的英派，而這些人就漸漸掌握到小英的權柄」。
2022年11月22日，無黨籍臺北市議員「呱吉」邱威傑說，民進黨臺北市市長候選人陳時中輔選團隊是民進黨英系要角黃承國所組成，這一票人基本上就是黑道角頭、地方勢力，是民進黨最邪惡、最黑暗、最拐瓜劣棗的一群人的集合；側翼網軍都是這些英系所養出來的鷹爪，「這些人我看得非常不順眼」。
2022年11月26日，民進黨立委何志偉在年代新聞台政論節目《雅琴看世界》說，民進黨在2022年九合一選舉的宣傳主軸是「反黑金」，呼籲年輕人回家投票改變家鄉，「然而這次在台北市，我們自己在幹什麼？我們有黑道在核心當中耶！」何志偉批評，陳時中輔選團隊部分人士隨便幫陳時中安排行程、隨意於臉書發文，「這些並不是我們抬轎的人扛得起的」。何志偉指控，洪耀福、洪耀南、黃承國、甚至許多黑道分子都在陳時中輔選團隊裡，「若有仔細看陳時中身邊的人，其中有殺人犯、法院認證的黑道，民眾會怎麼看待」。何志偉稱2021年他曾在民進黨中常會被一位有黑道背景的人士逼迫向全體出席者道歉，主持人張雅琴說「那就是黃承國」，何志偉並未否認。
2022年11月28日，國軍退除役官兵輔導委員會政務副主任委員李文忠批評，民進黨「常常把黨的價值丟在一旁，失去道德高度」，民進黨中常會有一位黑道中常委，「我們攻擊黑道，能取信於人嗎？」
2023年3月21日，再生受刑人服務中心社長董念台諷刺，「最喜歡標榜排黑的民進黨……『辣婆子』蔡英文為了鞏固政權，更是收編天道盟黃承國」。